# آخرین بازمانده از ما (فرنچایز)
آخرین بازمانده از ما (انگلیسی: The Last of Us) یک فرنچایز به سبک اکشن-ماجراجویی ترس و بقا است که توسط ناتی داگ و سونی اینتراکتیو انترتینمنت خلق شده‌است. روایت این سری در ایالات متحده پسا آخرالزمانی می‌گذرد که توسط موجودات آدمخوار آلوده به قارچ جهش یافته از گونه سرچماقی‌ها به ویرانی و یغما رفته‌است. این سری، داستان چندین بازمانده از جمله جوئل، که دخترش را در طول شیوع بیماری از دست داده‌است، الی، دختر جوانی که از عفونت مصون است و ابی، سربازی در سیاتل که درگیر نزاع بین شبه نظامیانش و یک فرقه مذهبی می‌شود را دنبال می‌کند. بازی‌ها از نمای سوم شخص استفاده می‌کنند که در آن بازیکن با استفاده از سلاح‌های گرم، سلاح‌های بداهه و مخفی کاری با انسان‌های متخاصم و موجودات آدم‌خوار مبارزه می‌کند.
از عنوان اول این سری، یکی از بهترین بازی‌هایی که تاکنون ساخته شده‌است نام برده می‌شود. بازی دوم این سری بیش از ۳۲۰ جایزه بهترین بازی سال را کسب کرده‌است. فروش بالا و پشتیبانی قوی از این مجموعه منجر به گسترش فرنچایز به رسانه‌های دیگر شد، از جمله یک کتاب کمیک در سال ۲۰۱۳، یک برنامه زنده در سال ۲۰۱۴ و اقتباس تلویزیونی با نام آخرین بازمانده از ما که فصل اول آن در سال ۲۰۲۳ از شبکه اچ‌بی‌او پخش گردید.